# Син дукер
Синият дукер (Philantomba monticola) е вид бозайник от семейство Кухороги (Bovidae).

## Разпространение
Видът е разпространен в Ангола, Габон, Демократична република Конго, Екваториална Гвинея, Замбия, Зимбабве, Камерун, Кения, Малави, Мозамбик, Нигерия, Руанда, Танзания, Уганда, Централноафриканска република, Южен Судан и Южна Африка.